# Osmio pentacarbonile
L'osmio pentacarbonile è il composto metallorganico con formula Os(CO)5. In questo composto l'osmio ha formalmente stato di ossidazione zero. In condizioni normali è un liquido giallo. È un composto di interesse accademico, intermedio nelle razioni di sintesi di altri complessi carbonilici di osmio.

## Sintesi
Fu sintetizzato per la prima volta nel 1936 da Walter Hieber e Hartmut Stallmann, facendo reagire  OsO4 con monossido di carbonio (100-200 atm) a 160 °C. Più recentemente è stato preparato facendo reagire in autoclave Os3(CO)12 con monossido di carbonio (≈200 atm).
Os3(CO)12 + 3 CO ⇄ 3 Os(CO)5

## Proprietà
La molecola di Os(CO)5 ha una struttura a bipiramide trigonale, come illustrato in figura, con simmetria D3h. Os(CO)5 contiene un totale di 18 elettroni nel livello elettronico più esterno, e dovrebbe essere quindi molto stabile in base alla regola dei 18 elettroni, analogamente all'omologo Fe(CO)5. Os(CO)5 è invece un composto stabile solo se conservato come solido a –18 ºC. Per riscaldamento a 80 ºC si converte nuovamente a Os3(CO)12. Per confronto, l'analogo Ru(CO)5 è ancora più instabile e la conversione a Ru3(CO)12 avviene già a temperatura ambiente.
Os(CO)5 reagisce con cloro per formare il pentacarbonile cationico:
Os(CO)5 + Cl2 →  [Os(CO)5Cl]+Cl−
Per irradiazione in soluzione di esano, Os(CO)5 reagisce con etilene per formare derivati mono-, di- e trisostituiti.
Os(CO)5 + n C2H4 → Os(CO)5-n(C2H4)n + n CO (n = 1,2,3)